# Navi ospedale della United States Navy
Le navi ospedale fanno parte della Marina Militare degli Stati Uniti almeno dal 1978.
l loro status speciale è stato riconosciuto a livello internazionale ai sensi Seconda Convenzione di Ginevra  e della Convenzione dell'Aia del 1907.
In questo elenco, vengono identificati i ruoli particolari di alcune navi ospedale, ad esempio come navi di soccorso e navi di evacuazione.
Sono incluse anche le navi che hanno avuto un duplice ruolo, fungendo anche da Nave caserma, accoglimento reclute, Nave ausiliaria o Nave da guardia.

## Convenzioni pre Ginevra
- USS Intrepid (1798)
- USS Ben Morgan (1826)
- USS Pawnee (1859)
- USS Red Rover (1859)
- USS Home (1862)
- USS Relief (1896)

## Nave ospedale degli Stati confederati
- Star of the West ribattezzata CSS Saint Philip

## Convenzioni Post Ginevra
- USS Relief (AH-1) (1920–1946)
- USS Solace (AH-2) (1898–1905, 1908–1909, 1909–1921)
- USS Comfor (AH-3) (1907–1917)
- USS Mercy (AH-4) (1917)
- USS Solace (AH-5) (1941–1946)
- USS Comfort( AH-6) (1944–1946)
- USS Hope (AH-7) (1944–1946)
- USS Mercy (AH-8) (1944–1946)
- USS Bountiful (AH-9) (1944–1946)
- USS Samaritan (AH-10) (1944–1946)
- USS Refuge (AH-11) (1944–1946)
- USS Haven (AH-12) (1945–1947), (1950–1957)
- USS Benevolence (AH-13) (1945–1947)
- USS Tranquillity (AH-14) (1945–1946)
- USS Consolation (AH-15) (1945–1946, 1950–1955)
- USS Repose (AH-16) (1945–1950, 1950–1954, 1965–1970)
- USS Sanctuary (AH-17) (1945–1946, 1966–1971, 1972–1975)
- USS Rescue (AH-18) (1945–1946)
- USNS Mercy (T-AH-19) (1986-in servizio)
- USNS Comfort (T-AH-20) (1987- in servizio)

## Nave ricevente,navi da rifornimento e navi di guardia
Una nave ricevente è qualsiasi nave che funge da punto di inserimento nel servizio per le nuove reclute. Le navi non sono state costruite allo scopo di svolgere questo ruolo, esse venivano riconvertite alla fine della carriera operativa di una nave da battaglia. Le condizioni delle navi erano tali che era meglio che rimanevano in porto, all'ancora. Le modifiche alle navi che prestano servizio in questo ruolo includevano spesso la rimozione di armi e la costruzione di strutture abitative sul ponte principale. Al momento del rilascio dalle funzioni riceventi, la maggior parte delle navi veniva ritirata o trasferita nella milizia navale degli Stati Uniti
I registri per le navi riceventi erano particolarmente modesti e come tale viene registrata pochissima storia di queste navi un tempo orgogliose. Gli effettivi doveri medici di queste navi erano generalmente definiti dallo spazio disponibile e in base alla necessità, alla disponibilità degli ospedali navali locali e alla disponibilità di uno staff medico. Ogni nave ricevente ha avuto un ruolo diverso come nave ospedale. Oltre alle navi riceventi, le navi mercantili e le navi da guardia assumevano spesso incarichi ospedalieri, di sanità o di quarantena in caso di necessità.
- USS Ohio (1820)
- USS Pennsylvania (1837)
- USS Jamestown (1844)
- USS Vermont (1848)
- USS Princeton (1851)
- USS A. Houghton (1852)
- USS Mohawk (1853)
- USS Hartford (1858)
- USS Franklin (1864)
- USS New Hampshire (1864)
- USS Boston (1884)
- USS Reina Mercedes (IX-25)
- USS Puritan (BM-1)
- USS Commodore (IX-7)
- USS Cumberland (IX-8)
- USS Seattle (IX-39)
- USS Newark (C-1)
- USS Philadelphia (C-4)
- USS Southery (IX-26)
- USS Relief I
- USS Valparaiso

## Imbarcazioni per il trasporto di feriti
Un numero relativamente elevato di barche per il trasporto delle ambulanze è stato utilizzato da vari comandi, squadroni, basi, distretti e teatri durante la maggior parte dei periodi di conflitto e pace. Queste barche sono disponibili in tutte le forme e dimensioni e sono state scelte per una serie di motivi, quali disponibilità e necessità.
- USS Adrian (ex-Westport)
- USS Seagate
- USS Southport
- Ambulance Boat No. One
- Ambulance Boat No. Two
- Landing Craft Utility (Type 1610, 1627, 1646)
- Landing Craft, Mechanized (Type 6 and 8)

## nave da sbarco (evacuazione delle vittime)
Un certo numero di comandi ha modificato, attrezzato o semplicemente designato le navi da sbarco(LST) per svolgere un duplice ruolo di ospedale provvisorio designato LSTH .

## Navi di evacuazione della seconda guerra mondiale
Le navi di evacuazione trasportavano armamenti leggeri, ma non soddisfacevano i criteri stabiliti dalle Convenzioni di Ginevra per la designazione di nave ospedale perché trasportavano truppe e talvolta armi in combinazione con feriti. Un esempio di utilizzo è dato dall'allontanamento delle truppe ferite lontano dalle zone di combattimento e delle truppe e rifornimenti militari nelle zone di combattimento. In particolare, le navi di evacuazione hanno preso parte al ritorno delle truppe in patria alla fine della seconda guerra mondiale.
- USS Tryon (APH-1)
- USS Pinkney (APH-2)
- USS Rixey (APH-3)
- USS Haven (APH-112)
- USS Tranquillity (APH-114)

## Nave caserma
Durante la guerra del Vietnam, gli Stati Uniti utilizzano navi come caserme con duplice ruolo di ricovero delle truppe e di supporto. 
Delle navi caserma assegnate alla US Mobile Riverine Force, solo la Colleton è stata appositamente rimessa a nuovo per il ruolo di ospedale ampliato e ha assegnato ufficiosamente la designazione APBH (Auxiliare Propulsion Barracks Hospital).
- USS Colleton (APB-36)